# Lalo Guerrero
Lalo Guerrero (* 24. Dezember 1916 in Tucson, Arizona; † 17. März 2005 in Palm Springs, Kalifornien; eigentlich Eduardo Guerrero, Jr.) war ein US-amerikanischer Sänger, Gitarrist und Songwriter lateinamerikanischer Musik, der als Begründer der Chicano-Musik gilt.
Guerrero erlernte das Gitarrespielen von seiner Mutter und begann schon bald eigene Songs zu schreiben. Im Alter von 17 Jahren zog er nach Los Angeles, wo er unter der Leitung des Produzenten Manuel Acuña erste Aufnahmen machte.
Nur wenig später gründete Guerrero seine erste Band Los Carlistas, mit der er zunächst eine Reihe von Auftritten in der Umgebung von Los Angeles absolvierte und 1939 Arizona bei dem New York World’s Fair vertrat. In den 1940ern begann er Aufnahmen bei Imperial Records zu machen und trat in einigen Filmen auf, darunter Boots and Saddles mit Gene Autry und His Kind of Woman mit Robert Mitchum. In den 1950er Jahren leitete er ein eigenes Orchester und hatte 1955 mit The Ballad of Pancho Lopez, einer Parodie des Walt-Disney-Songs The Ballad of Davy Crockett, seinen ersten US-Hit.
In den 1960ern kaufte sich Guerrero einen eigenen Nachtclub in Los Angeles, wo er oft gemeinsam mit seiner Band auftrat. Diesen Club verkaufte er 1972, zog nach Palm Springs in Kalifornien und begann nun weniger aufzutreten als zuvor, auch wenn er sich nie vollständig aus der Musikszene zurückzog. So wurde 1995 Papa's Head veröffentlicht, ein Konzeptalbum für Kinder, das Guerrero zusammen mit Los Lobos aufgenommen hatte. Kurz nachdem er Ry Cooder auf dessen Album Chavez Ravine unterstützt hatte, starb Lalo Guerrero am 17. März 2005.
| Personendaten    | Personendaten                                      |
| ---------------- | -------------------------------------------------- |
| NAME             | Guerrero, Lalo                                     |
| ALTERNATIVNAMEN  | Guerrero, Eduardo junior (wirklicher Name)         |
| KURZBESCHREIBUNG | US-amerikanischer Sänger, Gitarrist und Songwriter |
| GEBURTSDATUM     | 24. Dezember 1916                                  |
| GEBURTSORT       | Tucson, Arizona                                    |
| STERBEDATUM      | 17. März 2005                                      |
| STERBEORT        | Palm Springs, Kalifornien                          |